# Burg Rhade
Die Burg Rhade ist eine abgegangene hochmittelalterliche Turmhügelburg (Motte) der Edelherren von Rahden in der Gemeinde Rhade im niedersächsischen Landkreis Rotenburg (Wümme).

## Geschichte
Die Burg Rhade war eine Gründung der Edelherren von Rahden und Zentrum der Herrschaft Rhade, die ihre Selbstständigkeit im Grenzbereich zwischen dem Bistum Verden und dem Erzbistum Bremen relativ lange erhalten konnte. Dietmar zu Rhade bekräftigte 1219 seine Herrschaft über das Land Rhade mitsamt Burg, Kirche, Dörfern und Höfen und gab kund, dass seine Ahnen „vor ein paar Mannesaltern“ das Land Rhade gegründet hätten. Die Erbauung der Burg dürfte demnach an den Anfang des 12. Jahrhunderts zu datieren sein. Ungefähr 1274 gab das Geschlecht angesichts der drohenden Umklammerung durch das Erzstift Bremen seine Eigenständigkeit auf und wurde zu Lehnsmännern der Grafschaft Oldenburg. In den folgenden Jahrzehnten trugen sie mit Stadt und Erzbistum Bremen zahlreiche Fehden aus, in deren Verlauf die Burg um 1325 durch Generalvikar Nikolaus von Kesselhut zerstört wurde. Die in der entsprechenden Quelle genannte Burg „Roden“ wird gemeinhin mit der Burg Rhade identifiziert. Nach einem weiteren Konflikt eroberte Erzbischof Burchard Grelle 1336 die Herrschaft Rhade. Die Familie wurde vertrieben und ließ sich in Diepholz nieder, wo die mit ihnen verwandten Grafen von Diepholz sie mit einem Burgmannensitz ausstatteten. Laut den archäologischen Funden muss auf dem Burggelände nach der Burgzerstörung noch bis weit in das 15. Jahrhundert ein Wirtschaftshof existiert haben.

## Beschreibung
Der Platz der Rhader Burg wird heute mittig von der Landstraße nach Zeven durchschnitten. Es sind deshalb nur noch geringe Spuren von ihr vorhanden. Spuren der Burg lassen sich vor allem nordöstlich der Straße noch ausmachen. Zwei flache Erhebungen und umlaufende, gering vertiefte Senken stellen Relikte der Wall-Graben-Befestigung dar. Im Südwesten ist ein etwa 50 m langer und gut 7 m breiter Grabenabschnitt noch gut erkennbar. Die ca. 40 × 50 m große Vorburg besitzt eine annähernd rechteckige Form mit abgerundeten Ecken. Der umlaufende Graben ist noch 7 bis 8 m breit. Nordwestlich ist auf Luftbildern ein fast kreisrundes Areal von etwa 35 m Durchmesser mit einem umlaufenden Graben von ca. 5 m Breite erkennbar. Daraus ergibt sich für die Burg das Bild einer Motte mit Vorburg.
Ein 1991 durchgeführter Suchschnitt erbrachte nur geringfügig mehr Aufschlüsse über die Gestalt der Burg. Der Graben war 7 bis 9 m breit und 1,80 m tief. Eine Reihe von Pfosten in 3 m Abstand auf der Innenseite des Grabens können auf eine hinterschüttete Holzbefestigung hinweisen. Nach dem Inhalt der Verfüllschichten im Graben bestand die Innenbebauung aus Backstein- und Fachwerkbauten, die mit Reet gedeckt waren. Zur Burg führte ein Damm, auf dem sich eine Siedlung befand.